# 九記食品廠
九記食品廠（簡稱九記），成立於1961年，提供魚蛋、燒賣、齋、八爪魚等港式街頭小食。九記是少數仍在香港設廠的批發工場，以魚蛋聞名，早年主力供應到街頭小食店、車仔麵店、小食部、餐廳等。高峰時期供貨予近七成香港小食店，在香港「篤魚蛋」文化中很具代表性。2020年，九記正式打入零售市場，推出家用包裝並在超市發售。

## 曾獲獎項
- 2018-2019　港人港情品牌大獎的「最佳食品製造商」
- 2011-12　中國飯店金馬獎：中國飯店供應商百強
- 2011-12　最佳魚蛋制造商

## 外部連結
- 陳皮魚蛋邊度買？59年本地魚蛋廠 首推$39吞拿魚陳皮魚蛋 魚味更濃（页面存档备份，存于）
- 蘋果日報報導: 九記魚蛋黃金夢（页面存档备份，存于）
- 日產20萬粒魚蛋 直撃半世紀老字號魚蛋廠製作過程（页面存档备份，存于）
- 飲食男女報導: 魚蛋網購推介（页面存档备份，存于）